# Roches-Prémarie-Andillé
Roches-Prémarie-Andillé é uma comuna francesa na região administrativa da Nova Aquitânia, no departamento de Vienne. Estende-se por uma área de 22,37 km². Em 2010 a comuna tinha 2 060 habitantes (densidade: 92,1 hab./km²).